# Brad Delson
Bradford Phillip Delson (også kendt som "Big Bad Brad") (født 1. december 1977, Los Angeles) er 1. guitarist i nü-metalbandet Linkin Park.
Brad Delson mødte Mike Shinoda og Rob Bourdon i 1996, da de gik på high school. Efter deres eksamen, dannede de sammen med Joe Hahn, Dave Farrell og Mark Wakefield rapcorebandet Xero, som senere blev til Linkin Park.